# Arts martiaux dravidiens
Les arts martiaux dravidiens sont les arts martiaux, sports de combat et disciplines associées pratiqués en Inde du sud par les peuples dravidiens.

## Histoire
En 464 CE, Batuo également connu sous le nom de Buddhabhadra, le fondateur du monastère de Shaolin, il est la première personne issue du pèlerinage de l'ancien Tamil Nadu du sud de l'Inde en Chine et fut le premier abbé du monastère de Shaolin. Plus tard, Bodhidharma, troisième fils d'un roi Pallava de Kanchipuram, Tamil Nadu, fut le deuxième moine bouddhiste indien à se rendre dans le sud de la Chine pour diffuser le bouddhisme zen et les arts Kalari. Selon une source, Boddhidharma aurait pu voyager en Chine pendant la dynastie Song vers 420-479 apr. J.-C. et certaines sources ont mentionné qu'il aurait pu voyager pendant la dynastie Liang, vers 502-557 apr. J.-C..
On trouve des traces écrites d'arts martiaux codifiés pratiqués dans le sud de l'Inde dès le IIe siècle av. J.-C. ou peut-être en IIIe siècle av. J.-C. Les arts martiaux dravidiens incluent des combats utilisant utiliser les armes des arts Silambam ou des arts Kalari, ou utilisant des types d'armes blanches, et aussi des attaques sur des points vitaux appelés marma ati et Varma Kalai rappelant certaines techniques enseignées au Monastère Shaolin.
L'Inde du sud n'a connu que peu d'invasions étrangères et a donc développé une culture originale peu influencée par des apports extérieurs.
Des traces écrites d'arts martiaux dravidiens remontent au IIe siècle av. J.-C. ou peut-être au IIIe siècle av. J.-C., lorsque différentes méthodes de combat ont été décrites dans la littérature sangam. L’Akananuru et le Purananuru décrivent l'usage de lances, d'épées, de boucliers, d'arcs et de silambam dans l'ancien Tamil Nadu. Le mot kalari apparait dans le Puram (vers 225, 237, 245, 356) et l’Akam (vers 34, 231, 293) pour décrire aussi bien un champ de bataille qu'une arène pour combattre. Le mot kalari tatt désigne une prouesse martiale, cependant que  kalari kozhai désignait un couard au combat.
Chaque guerrier de l'ancien Tamilakkam, l'ancien Tamil Nadu, recevait un entrainement militaire régulier pour le tir à la cible et l'équitation. Ils se spécialisaient dans une ou plusieurs des armes importantes de la période, en particulier le vel (la lance), le val (l'épée), le kedaham (le bouclier), et le vil ambu (l'arc et les flèches). Les techniques de combat de la période sangam furent les premiers précurseurs du kalaripayatt.
Vers 630 ap. J.-C., le roi Narasimhavarman de la dynastie des Pallava commanda des douzaines de sculptures de granit montrant des guerriers désarmés désarmant eux-mêmes des guerriers armés. Ceci peut avoir montré une forme précoce de Kuttu varisai, un art martial dravidien qui autorisait les coups de pied, les coups de genou, les coups de coude, et les coups frappés à la tête et à la poitrine, mais qui prohibait les coups portés sous la ceinture.
Ceci est à rapprocher du style décrit dans le Rig Veda et Agni Purana (VIIIe siècle environ), qui contient plusieurs chapitres donnant des descriptions et des instructions sur le dhanur veda, avec une référence à un sutra précoce sur le dhanur veda remontant à plusieurs siècles auparavant.
Les arts martiaux n'étaient pas propres à la caste des guerriers, la caste des kshatriya. Le texte du VIIIe siècle Kuvalaymala, de Udyotanasuri, note que des arts martiaux sont enseignés dans des institutions salad et ghatika où des étudiants brahmanes venus de tout le sous-continent (et en particulier d'Inde du Sud, du Rajasthan et du Bengale) « apprenaient et pratiquaient le tir à l'arc, le combat avec l'épée et le bouclier, avec des poignards, des bâtons, des lances, à poings nus, et en duel (niuddham). »
Les arts du combat  se développèrent pour prendre leur forme moderne vers le XIe siècle, au cours d'une longue période de guerres entre les dynasties Chera et Chola.
Les arts martiaux indiens connurent une période de déclin après l'introduction des armes à feu, et en particulier après le plein établissement du Raj britannique au XIXe siècle.
Des méthodes plus européennes pour organiser la police, l'armée, et les institutions gouvernementales, l'augmentation de l'usage des armes à feu, érodèrent progressivement le besoin d'un enseignement traditionnel de l'entrainement au combat associé avec les devoirs spécifiques à chaque caste.
Le gouvernement colonial britannique bannit le kalarippayatt en 1804 en réponse à une série de révoltesModèle:Verify source La résurgence de l'intérêt public pour le kalarippayatt a commencé dans les années 1920 à Tellicherry dans le cadre d'une redécouverte des arts traditionnels à travers toute l'Inde du Sud, qui a caractérisé la réaction croissante contre l'administration coloniale britannique.

### Les points vitaux
Les points vitaux en combat, dans les arts martiaux dravidiens, comme dans tout art martial, sont la nuque, la pomme d'adam, les tempes, certaines vertèbres, le plexus, l'estomac, la base du nez, les articulations, etc.

## Arts martiaux du Tamil Nadu - depuis l'ancien Tamil Nadu de l'Inde

Localisation du Tamil Nadu en Inde

### Types d'arts martiaux
- Silambam (long bâton)
- Adithada (sorte de kickboxing)
- Kuttu varisai (combat aux pieds et aux mains)
- Varma Kalai (attaque sur les points vitaux)
- Malyutham (lutte et prises)
- Varma Kalai, attaque sur les points vitaux

### Armes utilisées
- Silambam (bâton long)
- Muchaan (bâton court)
- Iretthai Mulonggol (bâton double)
- Iretthai Vaal (doubles épées)
- Vaal (épée simple)
- Vaal/Kedeyam (épée/bouclier)
- Vettarival (machette)
- Kattari (petit poignard)
- Peetchuva (kris à double tranchant)
- Surul Pattai (fouet d'acier en spirale)
- Suulam (trident)
- Maduvu (bois de cerf)
- Surul Kombu (cornes spiralées)
- Valari (boumerang)
- Vel or Etty (lance)
- Vill Ambu (arc et flèches)

## Arts martiaux du Kerala

Localisation du Kerala en Inde

### Types d'arts martiaux
- Kalarippayatt, combat en gymnase
- Marma ati, attaque sur les points vitaux

### Armes utilisées
- Urumi (fouet d'acier en spirale)
- Kurunthadi (bâton court)
- Otta (bâton courbe)
- Gadha (gourdin, massue)
- Kattari (poignard)
- Vettukathi (kukri)
- Val (Épée longue)
- Paricha (bouclier rond)
- Churika/Kadhara (épée courte)
- Kuntham (lance)
- Kettukari (long bâton)
- Ambum Villum (arc et flèches)
- Trisool (trident)